# Чемпіонат світу з футболу 1982 (кваліфікаційний раунд, КАФ)
У рамках відбіркового турніру до чемпіонату світу з футболу 1982 команди африканської конфедерації КАФ змагалися за два місця у фінальній частині чемпіонату світу з футболу 1982.
Загалом позмагатися за участь у чемпіонаті висловили бажання 29 африканських команд. Хоча б одну гру в рамках турніру провели збірні 26 африканських країн. 
За результатами кваліфікаційного раунду Африку на чемпіонаті світу представляли збірні Алжиру і Камеруну.
Турнір проходив у чотири раунди:
- Перший раунд: 4 команди (збірні Судану, Ліберії, Того та Зімбабве) автоматично пройшли до другого раунду, а решта 24 команди були розбиті на пари. У кожній парі команди проводили між собою дві гри, по одній удома і в гостях. Переможці за сумою двох ігор виходили до Другого раунду. Команди Гани і Уганди знялися зі змагання до їх початку.
- Другий раунд і Третій раунд: у кожному із цих раундів розбиті на пари команди проводили між собою дві гри, по одній удома і в гостях. Переможці за сумою двох ігор виходили до наступного раунду. Збірна Лівії знялася до початку Другого раунду.
- Фінальний раунд: чотири команди-учасниці були розбиті на дві пари. Переможці за сумою двох ігор у кожній із пар ставали переможцями відбору і виходили до фінальної частини світової першості.

## Перший раунд
| Команда 1    | Заг.        | Команда 2 | 1-й матч | 2-й матч |
| ------------ | ----------- | --------- | -------- | -------- |
| Сенегал      | 0–1         | Марокко   | 0–1      | 0–0      |
| Заїр         | 7–3         | Мозамбік  | 5–2      | 2–1      |
| Камерун      | 4–1         | Малаві    | 3–0      | 1–1      |
| Гвінея       | 4–2         | Лесото    | 3–1      | 1–1      |
| Туніс        | 2–2 (3–4 п) | Нігерія   | 2–0      | 0–2      |
| Лівія        | 2–1         | Гамбія    | 2–1      | 0–0      |
| Ефіопія      | 0–4         | Замбія    | 0–0      | 0–4      |
| Нігер        | 1–1 (в. г.) | Сомалі    | 0–0      | 1–1      |
| Сьєрра-Леоне | 3–5         | Алжир     | 2–2      | 1–3      |
| Кенія        | 3–6         | Танзанія  | 3–1      | 0–5      |
| Єгипет       | т. п.       | Гана      | —        | —        |
| Мадагаскар   | т. п.       | Уганда    | —        | —        |
| Ліберія      | прохід      |           |          |          |
| Судан        | прохід      |           |          |          |
| Того         | прохід      |           |          |          |
| Зімбабве     | прохід      |           |          |          |

| 22 червня 1980 | Сенегал | 0–1 | Марокко    | Дакар, Сенегал                                           |  |
|                |         |     | Тімумі 21' | Стадіон: Стад де л'Амітьє Суддя: Айссауї Будаббу (Туніс) |  |
|                |         |     |            |                                                          |  |

| 6 липня 1980 | Марокко | 0–0 | Сенегал | Касабланка, Марокко                                  |  |
|              |         |     |         | Стадіон: Стад д'Оннер Суддя: Куду Полл (Кот-д'Івуар) |  |
|              |         |     |         |                                                      |  |

Збірна Марокко виграла за сумою двох ігор із рахунком 1–0 і пройшла до Другого раунду.
| 13 липня 1980 | Заїр                                                    | 5–2 | Мозамбік        | Кіншаса, Заїр                                             |  |
|               | Кіїка 30' (пен.), 82' (пен.) Мутеба 67', 87' Ілунга 85' |     | Гуямбе 23', 50' | Стадіон: Стад дю 20 Маї Суддя: Станіслас Камден (Камерун) |  |
|               |                                                         |     |                 |                                                           |  |

| 27 липня 1980 | Мозамбік              | 1–2 | Заїр                 | Мапуту, Мозамбік                                                |  |
|               | Руй Маркуш 55' (пен.) |     | Мутеба 15' Маєле 17' | Стадіон: Естадіу да Машава Суддя: Раймон Ралібенжа (Мадагаскар) |  |
|               |                       |     |                      |                                                                 |  |

Збірна Заїру виграла за сумою двох ігор із рахунком 7–3 і пройшла до Другого раунду.
| 29 червня 1980 | Камерун                       | 3–0 | Малаві | Яунде, Камерун                                              |  |
|                | Мілла 35' Кунде 54' Абега 59' |     |        | Стадіон: Стад Ахмаду Ахіджо Суддя: Фестус Окубуле (Нігерія) |  |
|                |                               |     |        |                                                             |  |

| 20 липня 1980 | Малаві      | 1–1 | Камерун    | Блантайр, Малаві                              |  |
|               | Дандізе 71' |     | Онгене 70' | Стадіон: Камузу Суддя: Ніколус Хухло (Лесото) |  |
|               |             |     |            |                                               |  |

Збірна Камеруну виграла за сумою двох ігор із рахунком 4–1 і пройшла до Другого раунду.
| 22 червня 1980 | Гвінея                              | 3–1 | Лесото      | Конакрі, Гвінея                                           |  |
|                | Коне 39' Камара 52' (пен.) Туре 82' |     | Лебоела 44' | Стадіон: Стад дю 28 Септембре Суддя: Дуду Н'Джіє (Гамбія) |  |
|                |                                     |     |             |                                                           |  |

| 6 липня 1980 | Лесото    | 1–1 | Гвінея   | Масеру, Лесото                                    |  |
|              | Масія 65' |     | Туре 33' | Стадіон: Сецото Суддя: Зубері Бундалла (Танзанія) |  |
|              |           |     |          |                                                   |  |

Збірна Гвінеї виграла за сумою двох ігор із рахунком 4–2 і пройшла до Другого раунду.
| 29 червня 1980 | Туніс                 | 2–0 | Нігерія | Туніс, Туніс                                                |  |
|                | Ліман 31' Лахзамі 52' |     |         | Стадіон: Стад ель-Менза Суддя: Ернст Дерфлінгер (Швейцарія) |  |
|                |                       |     |         |                                                             |  |

| 12 липня 1980 | Нігерія                | 2–0 | Туніс | Лагос, Нігерія                                 |  |
|               | Боатенг 11' Осігве 74' |     |       | Стадіон: Сурулере Суддя: Джон Гантінг (Англія) |  |
|               |                        |     |       |                                                |  |

Збірна Нігерії виграла за результатами післяматчевих пенальті і пройшла до Другого раунду.
| 8 травня 1980 | Лівія      | 2–1 | Гамбія | Триполі, Лівія                                       |  |
|               | Бані Рашид |     | Сарр   | Стадіон: 11 червня Суддя: Гебрейсус Тесфає (Ефіопія) |  |
|               |            |     |        |                                                      |  |

| 6 липня 1980 | Гамбія | 0–0 | Лівія | Банжул, Гамбія                                |  |
|              |        |     |       | Стадіон: Бокс Бар Суддя: Модібо Н'Діає (Малі) |  |
|              |        |     |       |                                               |  |

Збірна Лівії виграла за сумою двох ігор із рахунком 2–1 і пройшла до Другого раунду.
| 17 травня 1980 | Ефіопія | 0–0 | Замбія | Аддис-Абеба, Ефіопія                               |  |
|                |         |     |        | Стадіон: Аддис-Абеба Суддя: Хуссейн Бахіг (Єгипет) |  |
|                |         |     |        |                                                    |  |

| 1 червня 1980 | Замбія                              | 4–0 | Ефіопія | Ндола, Замбія                                                |  |
|               | Чола 4' Читалу 16', 89' Каймена 69' |     |         | Стадіон: Даг Гаммарск'єльд Суддя: Зубері Бундалла (Танзанія) |  |
|               |                                     |     |         |                                                              |  |

Збірна Замбії виграла за сумою двох ігор із рахунком 4–0 і пройшла до Другого раунду.
| 16 липня 1980 | Нігер | 0–0 | Сомалі | Ніамей, Нігер                                               |  |
|               |       |     |        | Стадіон: Стад дю 29 Жульє Суддя: Теві Лоусон-Гетчелі (Того) |  |
|               |       |     |        |                                                             |  |

| 27 липня 1980 | Сомалі       | 1–1 | Нігер         | Могадішо, Сомалі                                |  |
|               | Мохаммед 90' |     | Канфідені 30' | Стадіон: Могадішо Суддя: Демеке Абате (Ефіопія) |  |
|               |              |     |               |                                                 |  |

Збірна Нігеру пройшла до Другого раунду завдяки гола, забитому на чужому полі.
| 31 травня 1980 | Сьєрра-Леоне       | 2–2 | Алжир                     | Фрітаун, Сьєрра-Леоне                                   |  |
|                | Ноа 58' Дайфан 60' |     | Бенсхаула 72' Беллумі 85' | Стадіон: Сьяка Стівен Суддя: Теві Лоусон-Гетчелі (Того) |  |
|                |                    |     |                           |                                                         |  |

| 13 червня 1980 | Алжир                                | 3–1 | Сьєрра-Леоне | Оран, Алжир                                       |  |
|                | Фергані 42' Бенсхаула 47' Маджер 78' |     | Джонсон 79'  | Стадіон: Стад 19 Жюн Суддя: Юсеф Ель-Гуль (Лівія) |  |
|                |                                      |     |              |                                                   |  |

Збірна Алжиру виграла за сумою двох ігор із рахунком 5–3 і пройшла до Другого раунду.
| 5 липня 1980 | Кенія                           | 3–1 | Танзанія | Найробі, Кенія                                                     |  |
|              | Адеро 30' Овіно 57', 80' (пен.) |     | Алі      | Стадіон: Міський стадіон Найробі Суддя: Бабікер Ель-Бедаві (Судан) |  |
|              |                                 |     |          |                                                                    |  |

| 19 липня 1980 | Танзанія                              | 5–0 | Кенія | Дар-ес-Салам, Танзанія                                               |  |
|               | Тіно 44', 70' Рішард 70' Алі 72', 80' |     |       | Стадіон: Національний стадіон Танзанії Суддя: Вінстон Гамбо (Замбія) |  |
|               |                                       |     |       |                                                                      |  |

Збірна Танзанії виграла за сумою двох ігор із рахунком 6–3 і пройшла до Другого раунду.
| б/д | Єгипет | т. п. | Гана    | {{{стадіон}}} |  |
|     |        |       | знялася |               |  |
|     |        |       |         |               |  |

Збірна Єгипту пройшла до Другого раунду, оскільки збірна Гани знялася.
| б/д | Мадагаскар | т. п. | Уганда  | {{{стадіон}}} |  |
|     |            |       | знялася |               |  |
|     |            |       |         |               |  |

Збірна Мадагаскару пройшла до Другого раунду, оскільки збірна Уганди знялася.

## Другий раунд
| Команда 1  | Заг.        | Команда 2 | 1-й матч | 2-й матч |
| ---------- | ----------- | --------- | -------- | -------- |
| Алжир      | 3–1         | Судан     | 2–0      | 1–1      |
| Нігер      | 2–2         | Того      | 0–1      | 2–1      |
| Ліберія    | 0–1         | Гвінея    | 0–0      | 0–1      |
| Камерун    | 2–1         | Зімбабве  | 2–0      | 0–1      |
| Марокко    | 2–2 (5–4 п) | Замбія    | 2–0      | 0–2      |
| Нігерія    | 3–1         | Танзанія  | 1–1      | 2–0      |
| Мадагаскар | 3–4         | Заїр      | 1–1      | 2–3      |
| Єгипет     | т. п.       | Лівія     | —        | —        |

| 12 грудня 1980 | Алжир                    | 2–0 | Судан | Константіна, Алжир                                   |  |
|                | Бенсхаула 9' Фергані 45' |     |       | Стадіон: Стад 17 Жюн Суддя: Айссауї Будаббус (Туніс) |  |
|                |                          |     |       |                                                      |  |

| 28 грудня 1980 | Судан               | 1–1 | Алжир     | Хартум, Судан                                               |  |
|                | Абу Обейда Адам 82' |     | Гамух 67' | Стадіон: Муніципальний Стадіон Суддя: Юсеф Ель-Гуль (Лівія) |  |
|                |                     |     |           |                                                             |  |

Збірна Алжиру виграла за сумою двох ігор із рахунком 3–1 і пройшла до Третього раунду.
| 14 грудня 1980 | Нігер | 0–1 | Того    | Ніамей, Нігер                                         |  |
|                |       |     | Тао 53' | Стадіон: Стад дю 29 Жульє Суддя: Модібо Н'Діає (Малі) |  |
|                |       |     |         |                                                       |  |

| 28 грудня 1980 | Того      | 1–2 | Нігер             | Ломе, Того                                                           |  |
|                | Доджі 79' |     | Адові 57' Ача 82' | Стадіон: Стад Женераль Еядема Суддя: Ярдія Тьомб'яно (Верхня Вольта) |  |
|                |           |     |                   |                                                                      |  |

Збірна Нігеру пройшла до Третього раунду завдяки двом голам, забитим на чужому полі.
| 7 грудня 1980 | Ліберія | 0–0 | Гвінея | Монровія, Ліберія                                          |  |
|               |         |     |        | Стадіон: Антуанет Табмен Суддя: Теві Лоусон-Гетчелі (Того) |  |
|               |         |     |        |                                                            |  |

| 21 грудня 1980 | Гвінея      | 1–0 | Ліберія | Конакрі, Гвінея                                             |  |
|                | Бангура 55' |     |         | Стадіон: Стад дю 28 Септембре Суддя: Бенджамін Двомо (Гана) |  |
|                |             |     |         |                                                             |  |

Збірна Гвінеї виграла за сумою двох ігор із рахунком 1–0 і пройшла до Третього раунду.
ґ----
| 12 жовтня 1980 | Камерун               | 2–0 | Зімбабве | Дуала, Камерун                                                     |  |
|                | Онгене 80' М'Біда 85' |     |          | Стадіон: Стад де ля Реюніфікасьйон Суддя: Фестус Окубуле (Нігерія) |  |
|                |                       |     |          |                                                                    |  |

| 16 листопада 1980 | Зімбабве       | 1–0 | Камерун | Хараре, Зімбабве                            |  |
|                   | Мучинеріпі 29' |     |         | Стадіон: Руфаро Суддя: Ніренда Чаю (Замбія) |  |
|                   |                |     |         |                                             |  |

Збірна Камеруну виграла за сумою двох ігор із рахунком 2–1 і пройшла до Третього раунду.
| 16 листопада 1980 | Марокко               | 2–0 | Замбія | Фес, Марокко                                        |  |
|                   | Буссаті 30' Ліман 34' |     |        | Стадіон: Стадіон Феса Суддя: Алі Бін Нассер (Туніс) |  |
|                   |                       |     |        |                                                     |  |

| 30 листопада 1980 | Замбія               | 2–0 | Марокко | Лусака, Замбія                                                 |  |
|                   | Мусонда 60' Фірі 78' |     |         | Стадіон: Індепенденс Стедіум Суддя: Гебрейсус Тесфає (Ефіопія) |  |
|                   |                      |     |         |                                                                |  |

Збірна Марокко пройшла до Третього раунду за результатами післяматчевих пенальті
| 6 грудня 1980 | Нігерія    | 1–1 | Танзанія  | Лагос, Нігерія                                   |  |
|               | Лаваль 29' |     | Салім 85' | Стадіон: Сурулере Суддя: Мохамед Лараш (Марокко) |  |
|               |            |     |           |                                                  |  |

| 20 грудня 1980 | Танзанія | 0–2 | Нігерія                 | Дар-ес-Салам, Танзанія                                                     |  |
|                |          |     | Чьєдозі 5' Н'Вокожі 79' | Стадіон: Національний стадіон Танзанії Суддя: Хуссейн Фахмі Бахіг (Єгипет) |  |
|                |          |     |                         |                                                                            |  |

Збірна Нігерії виграла за сумою двох ігор із рахунком 3–1 і пройшла до Третього раунду.
| 16 листопада 1980 | Мадагаскар | 1–1 | Заїр          | Антананаріву, Мадагаскар                                                    |  |
|                   | Кіра 26'   |     | Малгбанга 74' | Стадіон: Муніципальний стадіон Махамасіна Суддя: Жан Сіріл Монті (Маврикій) |  |
|                   |            |     |               |                                                                             |  |

| 21 грудня 1980 | Заїр                              | 3–2 | Мадагаскар                    | Кіншаса, Заїр                                             |  |
|                | Сузеті 1' Маєле 26' Малгбанга 75' |     | Чикалу 19' (аг) Бін Аміду 39' | Стадіон: Стад дю 20 Маї Суддя: Жозеф Бланшар-Анго (Конго) |  |
|                |                                   |     |                               |                                                           |  |

Збірна Заїру виграла за сумою двох ігор із рахунком 4–3 і пройшла до Третього раунду.
| б/д | Єгипет | т. п. | Лівія   |  |  |
|     |        |       | знялася |  |  |
|     |        |       |         |  |  |

Збірна Єгипту пройшла до Третього раунду, оскільки збірна Лівії знялася.

## Third round
| Команда 1 | Заг. | Команда 2 | 1-й матч | 2-й матч |
| --------- | ---- | --------- | -------- | -------- |
| Алжир     | 4–1  | Нігер     | 4–0      | 0–1      |
| Гвінея    | 1–2  | Нігерія   | 1–1      | 0–1      |
| Марокко   | 1–0  | Єгипет    | 1–0      | 0–0      |
| Заїр      | 2–6  | Камерун   | 1–0      | 1–6      |

| 1 травня 1981 | Алжир                                         | 4–0 | Нігер | Константіна, Алжир                              |  |
|               | Маджер 44' (пен.) Беллумі 46', 77' Куріши 53' |     |       | Стадіон: Стад 17 Жюн Суддя: Дуду Н'Жіє (Гамбія) |  |
|               |                                               |     |       |                                                 |  |

| 31 травня 1981 | Нігер     | 1–0 | Алжир | Ніамей, Нігер                                           |  |
|                | Сейду 89' |     |       | Стадіон: Стад дю 29 Жульє Суддя: Бенджамін Двомо (Гана) |  |
|                |           |     |       |                                                         |  |

Збірна Алжиру виграла за сумою двох ігор із рахунком 4–1 і пройшла до Фінального раунду.
| 12 квітня 1981 | Гвінея          | 1–1 | Нігерія     | Конакрі, Гвінея                                             |  |
|                | Туре 66' (пен.) |     | Чьєдозі 21' | Стадіон: Стад дю 28 Септембре Суддя: Едвард Букеня (Уганда) |  |
|                |                 |     |             |                                                             |  |

| 15 квітня 1981 | Нігерія   | 1–0 | Гвінея | Лагос, Нігерія                                      |  |
|                | Нвосу 90' |     |        | Стадіон: Сурулере Суддя: Гебрейсус Тесфає (Ефіопія) |  |
|                |           |     |        |                                                     |  |

Збірна Нігерії виграла за сумою двох ігор із рахунком 2–1 і пройшла до Фінального раунду.
| 26 квітня 1981 | Марокко   | 1–0 | Єгипет | Касабланка, Марокко                             |  |
|                | Даїді 44' |     |        | Стадіон: Мохаммед V Суддя: Ніренда Чаю (Замбія) |  |
|                |           |     |        |                                                 |  |

| 8 травня 1981 | Єгипет | 0–0 | Марокко | Каїр, Єгипет                                             |  |
|               |        |     |         | Стадіон: Стадіон ім. Нассера Суддя: Шейх М'Бає (Сенегал) |  |
|               |        |     |         |                                                          |  |

Збірна Марокко виграла за сумою двох ігор із рахунком 1–0 і пройшла до Фінального раунду.
| 12 квітня 1981 | Заїр       | 1–0 | Камерун | Кіншаса, Заїр                                            |  |
|                | Н'Кама 23' |     |         | Стадіон: Стад дю 20 Маї Суддя: Сулейман Ель-Наїм (Судан) |  |
|                |            |     |         |                                                          |  |

| 26 квітня 1981 | Камерун                                             | 6–1 | Заїр        | Яунде, Камерун                                             |  |
|                | Мілла 3', 45', 90' М'Біда 13' Кунде 52', 67' (пен.) |     | Мукенді 53' | Стадіон: Стад Ахмаду Ахіджо Суддя: Айссауї Будаббу (Туніс) |  |
|                |                                                     |     |             |                                                            |  |

Збірна Камеруну виграла за сумою двох ігор із рахунком 6–2 і пройшла до Фінального раунду.

## Фінальний раунд
| Команда 1 | Заг. | Команда 2 | 1-й матч | 2-й матч |
| --------- | ---- | --------- | -------- | -------- |
| Нігерія   | 1–4  | Алжир     | 0–2      | 1–2      |
| Марокко   | 1–4  | Камерун   | 0–2      | 1–2      |

| 10 жовтня 1981 |

| Нігерія | 0–2 | Алжир                 |
| ------- | --- | --------------------- |
|         |     | Беллумі 34' Зідан 44' |

| Сурулере, Лагос Глядачів: 80,000 |

| 30 жовтня 1981 |

| Алжир                 | 2–1 | Нігерія     |
| --------------------- | --- | ----------- |
| Беллумі 9' Маджер 85' |     | Оволабі 40' |

| Стад 17 Жюн, Константіна Глядачів: 60,000 |

Збірна Алжиру виграла за сумою двох ігор із рахунком 4–1 і кваліфікувалася до фінальної частини ЧС-1982.
| 15 листопада 1981 |

| Марокко | 0–2 | Камерун                     |
| ------- | --- | --------------------------- |
|         |     | Мілла 15' (пен.) Токото 40' |

| Мохаммед V, Касабланка Глядачів: 100,000 |

| 29 листопада 1981 |

| Камерун                   | 2–1 | Марокко         |
| ------------------------- | --- | --------------- |
| Ауду 15' (пен.) Мілла 47' |     | Ягча 25' (пен.) |

| Ахмаду Ахіджо, Яунде Глядачів: 70,000 |

Збірна Камеруну виграла за сумою двох ігор із рахунком 4–1 і кваліфікувалася до фінальної частини ЧС-1982.

## Бомбардири
6 голів
| - Роже Мілла |

5 голів
| - Лахдар Беллумі |

3 голи
| - Тедж Бенсхаула - Рабах Маджер | - Емманюель Кунде - Тувейн Алі | - Мутеба Н'Дає |

2 голи
| - Алі Фергані - Грегуар М'Біда - Жан-Манга Онгене - Амара Туре | - Семмі Овіно - Жил Гуямбе - Джон Чьєдозі - Пітер Тіно | - Імова Малгбанга - Аєл Маєле - Кіїка Токоді - Годфрі Читалу |

1 гол
| - Рабах Гамух - Нурредін Куріши - Джамель Зідан - Теофіль Абега - Ібраїм Ауду - Жан-П'єр Токото - Ассан Сарр - Сейдуба Бангура - Набі Лає Камара - Морі Коне - Ібраїма Сорі Туре - Еллі Адеро - Селе Лебоела - Тебохо Масія - Абубакер Бані - Рашид Мохаммед Рашид - Абду Бін Аміду - Мішель Кіра - Сток Дандізе | - Мохамед Буссаті - Абделазіз Даїді - Ахмед Ліман - Мохаммед Тімумі - Мустафа Ягча - Фрасішку Руй Маркуш - Бернард Акуе Адові - Ача - Мусса Канфідені - Абу Сейду - Леотіс Боатенг - Мудаширу Лаваль - Крістіан Н'Вокожі - Генрі Нвосу - Еммануель Осігве - Фелікс Оволабі - Ісмаел Дайфан - Сенту Джонсон - Акі Ноа | - Ісмаїл Мохаммед Шаріф - Абу Обейда Адам - Мохаммед Адольф Рішард - Мохаммед Салім - Джогу Акулассі - Саїбі Еклу Доджі - Теміме Лахзамі - Неджиб Ліман - Масенго Ілунга - Чилумба Мукенді - Мондуоне Н'Кама - М'Петі Сузеті - Алекс Чола - Пеле Каймена - Еммануель Мусонда - Бізвелл Фірі - Давід Мучинеріпі |

1 автогол
| - Куліва Чикалу (у грі проти Мадагаскару) |